# 比迪烟
比迪烟是一种源自南亚的卷式香烟。它和其他地方用纸卷的香烟的最大区别就在于它是用叶子，而不是香烟纸卷的。烟蒂部分通常用一条线绑着。
这种香烟目前流行于南亚的印度和斯里兰卡以及中东阿拉伯地区。因为价格便宜的关系，比迪烟的使用量在这些地区远远超过其他的吸烟方式。比迪烟的尼古丁、一氧化碳以及焦油的含量都超过普通卷烟，因此提高了吸烟者患口腔癌的几率。
在2008年，比迪烟占了印度烟草消费的百分之48。